# Alik Musayev
Alik Musayev –en ucraniano, Алік Мусаєв– (20 de julio de 1978) es un deportista ucraniano que compitió en lucha libre. Ganó una medalla de plata en el Campeonato Europeo de Lucha de 1999, en la categoría de 76 kg.
Participó en los Juegos Olímpicos de Sídney 2000, ocupando el sexto lugar en la categoría de 76 kg.

## Palmarés internacional
| Campeonato Europeo | Campeonato Europeo  | Campeonato Europeo | Campeonato Europeo |
| Año                | Lugar               | Medalla            | Categoría          |
| ------------------ | ------------------- | ------------------ | ------------------ |
| 1999               | Minsk (Bielorrusia) | Medalla de plata   | 76 kg              |